# Nestor chathamensis
El kaka de las Chatham (Nestor chathamensis) es una especie extinta de loro que vivía en las islas Chatham de Nueva Zelanda.
Se pensó que las primeras muestras encontradas pertenecían al kaka (Nestor meridionalis), pero un examen detallado de los huesos subfósiles mostró que en realidad pertenecen a una especie endémica separada. La especie se extinguió en los primeros 150 años de la llegada de los polinesios a las islas, alrededor de 1550, mucho antes que cualquier colono europeo.

## Taxonomía
La especie fue asignada al género Nestor en la familia Nestoridae, un pequeño grupo de especies de loros nativas de Nueva Zelanda. Se considera que está más estrechamente relacionado con el kaka (Nestor meridionalis) y el extinto kaka de la Norfolk (Nestor productus) que con el kea (Nestor notabilis).

## Ecología
El kaka de las Chatham era una especie que habitan en el bosque, de aproximadamente el mismo tamaño que la subespecie de la isla norte del kaka, Nestor meridionalis septentrionalis. Sin embargo, tenía la pelvis mucho más ancha, piernas agrandadas y el pico intermedio entre el kea y el kaka. No tenía depredadores naturales (era más grande que el halcón de Nueva Zelanda) y, como se observa a menudo con estos endemismos insulares, se cree que era mala para volar.